# Перо Пиркер
Перо Пиркер (Вараждин, 5. јул 1927 – Загреб, 1. август 1972) био је учесник Народноослободилачке борбе и друштвено-политички радник СФР Југославије и СР Хрватске. Био је један од хрватских пролећара.

## Биофграфија
Рођен је у Вараждину 1927. године, у немачкој породици која се доселила из Аустрије почетком 19. века. Отац му је био судија, па је породица неко време испрва живела у Оточцу, где му је била додељена служба. Мајка Елизабета била је пореклом из богате вараждинске банкарске породице Грчевић. Перо Пиркер се током школовања у вараждинској гимназији укључио у рад градског СКОЈ-а. Године 1943. прикључио се Народноослободилачкој борби. Након рата, у Загребу је уписао и дипломирао право.
Убрзо након стицања дипломе постао је партијски руководилац и посланик у Скупштини града Загреба. Након Већеслава Хољевца, био је председник Скупштине Загреба од 1963. до 1967. године. Био је заслужан за брзу и ефикасну организацију спасавања и збрињавања грађана страдалих током велике поплаве реке Саве у Загребу 1964. године. За страдале у поплави саграђена су нова насеља Ботинец и Ретковец те нови квартови у Трнском, Сигету, Запруђу, Сопоту и на Кнежији, укупно 26.000 нових станова. саграђено је преко 30 нових школа, те шест нових дечијих вртића. Ради спречавања нових поплава саграђено је 30 километара насипа уз Саву.
Током његовог мандата Загреб се убрзано развијао као модерно урбано средиште социјалистичке Хрватске. Донесен је модерни урбанистички план с пројекцијама да ће Загреб имати 950.000 становника, иако их је тада имао око 560.000. Саграђени и нова цеста Загреб–Сисак, нови железнички мост на Сави и велики надвожњак преко пруге код Велике Горице, нови терминал и продуљена писта загребачког аеродрома на Плесу, спортски центар на Светицама те полигон за уметно клизалиште на Шалати. Саграђено је и више од 270 нових продавница широм града те ланац робних кућа „Нама” у Дубрави, Трешњевци, Трнском и на Кватерникову тргу. Саграђени су и нови велики магазини на Житњаку те довршена сљеменска жичара. Отворен је Технички музеј и започета градња највећег студентског насеља на Сави те планирање спортско-рекреационог центра на Јаруну. Из центра града исељено је неколико индустријских постројења, а саграђена су и нова: погони Плинаре с удвострученим капацитетом производње, водоцрпилиште у Малој Млаки, „Пливин” погон за производњу геомицина, Фабрика трансформатора у Јанкомиру, Фабрика уља на Житњаку, Фабрика „Јанко Гредељ“, Месна индустрија „Сљеме“ и Агрококина велика фарма за производњу јаја.
Након завршетка градоначелничког мандата, био је секретар Извршног комитета Централног комитета СК Хрватске од 1969. године. На тој функцији дочекала су га политичка превирања у Хрватској позната као Хрватско пролеће. Покрет је напрасно прекинут током 30. новембра и 1. децембра 1971. на седници Извршног комитета СКХ у Карађорђеву, те 1. и 2. децембра исте године на 21. седници Председништва СКЈ. Оставке су након те седнице поднели Савка Дабчевић-Кучар, Милош Жанко, Мико Трипало, Перо Пиркер, Марко Копртла и Јанко Бобетко. 
Био је болестан од рака. На првом пленуму Хрватске лиге за борбу против рака изабран је за председника. Хрватска је лига самостално успоставила међународне контакте те самостално постала чланицом Међународне удруге за борбу против рака.
Преминуо је у загребачкој болници 1972. године. Његов је големи спровод био манифестација против сузбијања Хрватског пролећа.
Данас по њему носе име улице у Сесветском Краљевцу и у Славонском Броду.